# Маринела (Венеција)
Маринела је насеље у Италији у округу Венеција, региону Венето.
Према процени из 2011. у насељу је живело 320 становника. Насеље се налази на надморској висини од -2 м.